# Антонешти (Телеорман)
Антонешти (рум. Antonești) насеље је у Румунији у округу Телеорман у општини Калинешти. Oпштина се налази на надморској висини од 86 m.

## Становништво
Према подацима из 2002. године у насељу је живело 438 становника, од којих су сви румунске националности.